# Lea Deak
Lea Deak, född 27 april 2000, är en kroatisk volleybollspelare (passare).
Deak spelar i Kroatiens landslag och deltog med dem i EM 2019, 2021 och 2023 samt VM 2022. Han har spelat med klubbar i Kroatien, Schweiz, Grekland och Rumänien.